# Olympische Winterspiele 1998/Teilnehmer (Slowenien)
| Gelbes Symbol für Goldmedaillen mit stilisierten Olympischen Ringen | Graues Symbol für Silbermedaillen mit stilisierten Olympischen Ringen | Braundes Symbol für Bronzemedaillen mit stilisierten Olympischen Ringen |
| ------------------------------------------------------------------- | --------------------------------------------------------------------- | ----------------------------------------------------------------------- |
| —                                                                   | —                                                                     | —                                                                       |

Slowenien nahm an den Olympischen Winterspielen 1998 im japanischen Nagano mit einer Delegation von 34 Athleten in acht Disziplinen teil, davon 21 Männer und 13 Frauen. Ein Medaillengewinn gelang keinem der Athleten.
Fahnenträger bei der Eröffnungsfeier war der Skispringer Primož Peterka.

## Teilnehmer nach Sportarten

### Biathlon
Männer
- Tomaž Globočnik
10 km Sprint: 33. Platz (30:04,4 min)
20 km Einzel: 11. Platz (58:55,5 min)
4 × 7,5 km Staffel: 12. Platz (1:25:43,2 h)

- Sašo Grajf
10 km Sprint: 40. Platz (30:24,2 min)
20 km Einzel: 25. Platz (1:00:18,2 h)
4 × 7,5 km Staffel: 12. Platz (1:25:43,2 h)

- Janez Ožbolt
20 km Einzel: 58. Platz (1:05:18,9 h)
4 × 7,5 km Staffel: 12. Platz (1:25:43,2 h)

- Jože Poklukar
10 km Sprint: 16. Platz (29:00,5 min)
4 × 7,5 km Staffel: 12. Platz (1:25:43,2 h)

- Tomaž Žemva
10 km Sprint: 42. Platz (30:32,1 min)
20 km Einzel: 61. Platz (1:05:27,0 h)

Frauen
- Tadeja Brankovič
7,5 km Sprint: 36. Platz (25:20,1 min)
15 km Einzel: 36. Platz (1:01:19,1 h)
4 × 7,5 km Staffel: 9. Platz (1:44:18,8 h)

- Andreja Grašič
7,5 km Sprint: 12. Platz (24:05,2 min)
15 km Einzel: 5. Platz (56:01,0 min)
4 × 7,5 km Staffel: 9. Platz (1:44:18,8 h)

- Lucija Larisi
7,5 km Sprint: 59. Platz (27:14,9 min)
15 km Einzel: 35. Platz (1:01:05,8 h)
4 × 7,5 km Staffel: 9. Platz (1:44:18,8 h)

- Matejka Mohorič
4 × 7,5 km Staffel: 9. Platz (1:44:18,8 h)

### Eiskunstlauf
Frauen
- Mojca Kopač
23. Platz (34,0)

### Freestyle-Skiing
Männer
- Miha Gale
Springen: 22. Platz (in der Qualifikation ausgeschieden)

### Nordische Kombination
- Roman Perko
Einzel (Normalschanze / 15 km): 41. Platz (49:07,4 min)

### Ski Alpin
Männer
- Aleš Brezavšček
Abfahrt: Rennen nicht beendet
Super-G: 28. Platz (1:38,54 min)
Kombination: 7. Platz (3:20,09 min)

- Jernej Koblar
Abfahrt: 20. Platz (1:52,79 min)
Super-G: 17. Platz (1:36,84 min)
Riesenslalom: 22. Platz (2:43,96 min)
Kombination: Abfahrtsrennen nicht beendet

- Peter Pen
Abfahrt: Rennen nicht beendet
Super-G: 23. Platz (1:37,81 min)
Kombination: 8. Platz (3:20,81 min)

- Drago Grubelnik
Slalom: disqualifiziert

- Bernhard Knauß
Riesenslalom: Rennen nicht beendet

- Jure Košir
Riesenslalom: 5. Platz (2:39,98 min)
Slalom: Rennen nicht beendet

- Mitja Kunc
Riesenslalom: 18. Platz (2:43,09 min)

- Andrej Miklavc
Slalom: Rennen nicht beendet

- Matjaž Vrhovnik
Slalom: 17. Platz (1:54,65 min)

Frauen
- Nataša Bokal
Riesenslalom: 20. Platz (2:58,46 min)
Slalom: 11. Platz (1:35,59 min)

- Špela Bračun
Abfahrt: 24. Platz (1:31,54 min)
Super-G: 30. Platz (1:20,29 min)

- Alenka Dovžan
Riesenslalom: 17. Platz (2:57,35 min)
Slalom: 16. Platz (1:36,66 min)

- Urška Hrovat
Riesenslalom: 18. Platz (2:57,44 min)
Slalom: Rennen nicht beendet

- Špela Pretnar
Riesenslalom: Rennen nicht beendet
Slalom: Rennen nicht beendet

- Mojca Suhadolc
Super-G: 24. Platz (1:19,66 min)

### Skilanglauf
Frauen
- Nataša Lačen
5 km klassisch: 34. Platz (19:09,3 min)
10 km Verfolgung: 34. Platz (32:03,6 min)
30 km Freistil: 18. Platz (1:29:10,4 h)

### Skispringen
- Urban Franc
Normalschanze: 42. Platz (nicht für den 2. Sprung qualifiziert)

- Primož Peterka
Normalschanze: 6. Platz (223,0)
Großschanze: 5. Platz (251,1)
Mannschaft: 10. Platz (610,3)

- Miha Rihtar
Großschanze: 34. Platz (nicht für den 2. Sprung qualifiziert)
Mannschaft: 10. Platz (610,3)

- Blaž Vrhovnik
Normalschanze: 38. Platz (nicht für den 2. Sprung qualifiziert)
Großschanze: 17. Platz (226,8)
Mannschaft: 10. Platz (610,3)

- Peter Žonta
Normalschanze: 39. Platz (nicht für den 2. Sprung qualifiziert)
Großschanze: 28. Platz (178,4)
Mannschaft: 10. Platz (610,3)

### Snowboard
Frauen
- Polona Zupan
Riesenslalom: Rennen im zweiten Lauf nicht beendet